# Himalmartensus nepalensis
Himalmartensus nepalensis – gatunek pająka z rodziny sidliszowatych.
Gatunek ten został opisany w 2008 roku przez Xin-Ping Wanga et Ming-Sheng Zhu na podstawie trzech samic.
Długość ciała u holotypowej samicy wynosi 11,3 mm, z czego 4,2 przypada na karapaks, a 4,6 na opistosomę. Szczękoczułki mają po 7 ząbków przedkrawędziowych i 5 zakrawędziowych. Oczy środkowe przednie najmniejsze, środkowe tylne nieco większe, a boczne tylne i boczne przednie zbliżonej wielkości i największe. Epigynium ma mały przedsionek z wąską, słabo zesklerotyzowaną płytką tylną. Spermateki mają długie szypułki o stycznych wierzchołkach, wokół których co najmniej 5-6 pętli tworzą przewody kopulacyjne. Nasadowe części spermatek są duże i odległe od siebie mniej więcej o swoją szerokość.
Gatunek znany wyłącznie z dystryktu Rasuwa w Nepalu.